# ドナルド・E・ソーリン
ドナルド・E・ソーリン（Donald Eugene Thorin, ASC、1934年10月12日 - 2016年2月9日）は、アメリカ合衆国の撮影監督。ドナルド・ソーリンとも表記される。
ネブラスカ州オマハ出身。クレイトン大学卒業後、1957年に20世紀フォックスに入社、カメラオペレーターとして働く。『愛と青春の旅だち』の撮影を担当して注目され、その後多くの話題作の撮影を手がけた。
2016年2月9日、81歳で死去。

## 主な作品
- ザ・クラッカー/真夜中のアウトロー Thief (1981)
- 愛と青春の旅だち An Officer and a Gentleman (1982)
- バッド・ボーイズ Bad Boys (1983)
- カリブの熱い夜 Against All Odds (1984)
- プリンス/パープル・レイン Purple Rain (1984)
- アメリカン・フィフティーズ Mischief (1985)
- ワイルドキャッツ Wildcats (1986)
- ゴールデン・チャイルド The Golden Child (1986)
- カウチ・トリップ The Couch Trip (1988)
- ミッドナイト・ラン Midnight Run (1988)
- ガールスカウト・ビバリーヒルズ版 Troop Beverly Hills (1989)
- ベスト・コップ Collision Course (1989)
- ロックアップ Lock Up (1989)
- デッドフォール Tango & Cash (1989)
- あなたに恋のリフレイン The Marrying Man (1991)
- マシュー・ブロデリックの 緊・急・事・態 Out on a Limb (1992)
- セント・オブ・ウーマン/夢の香り Scent of a Woman (1992)
- アンダーカバー・ブルース/子連れで銃撃戦!? Undercover Blues (1993)
- リトル・ビッグ・フィールド Little Big Field (1994)
- ボーイズ・オン・ザ・サイド Boys on the Side (1995)
- ジム・キャリーのエースにおまかせ! Ace Ventura: When Nature Calls (1995)
- ファースト・ワイフ・クラブ The First Wives Club (1996)
- ナッシング・トゥ・ルーズ Nothing to Lose (1997)
- 恋するための3つのルール Mickey Blue Eyes (1999)
- ダドリーの大冒険 Dudley Do-Right (1999)
- シャフト Shaft (2000)
- ヒップホップ・プレジデント Head of State (2003)